# Claribel Medina
Claribel Medina (San Juan de Puerto Rico, 16 de diciembre de 1961) es una actriz, cantante y presentadora puertorriqueña, que desarrolló gran parte de su carrera en Argentina en cine, teatro y televisión.

## Biografía
Sin haber terminado el bachillerato, entró a estudiar actuación en el Departamento de Drama de la Universidad de Puerto Rico.
En 1981 completó su bachillerato.
Ese mismo año (1981), a los 21 años, salió por primera vez de Puerto Rico, sola y sin permiso de sus padres, a estudiar actuación durante un año en la escuela Elaine Heikens, en la ciudad de Nueva York. Al regresar trabajó en la obra infantil Rock O’ Landia con Camille Carrión.

## Carrera
En 1980, el tenor lírico paraguayo Alejandro Vázquez Maldonado, la invitó para interpretar un personaje en el drama Pasión y muerte de Nuestro Señor Jesucristo.
Meses más tarde, Medina trabajó en el clásico de teatro La verdadera historia de Pedro Navaja, en la cual interpretó a una de las chicas del famoso Tíbiri Tábara.
Debutó en la televisión en la telenovela La verdadera Eva. Se hizo famosa en Puerto Rico en el melodrama Coralito.
Debutó como animadora en el programa de variedades Chaconísimo, producido por la vedette Iris Chacón. Más tarde, Claribel retornó al teatro País, con obras como Casa de mujeres, Muerte en el Nilo y Las bohemias en Hi Fi. Trabajó en el proyecto para televisión Ellas al mediodía y de las telenovelas Ambición de poder, El hijo del gitano, Casa de mujeres, La isla y Ave de paso con Yolandita Monge y Sharon Riley.
En 1988, trabajó en la telenovela La otra con Elia Enid Cadilla, Jaime Montilla, Junior Álvarez y Carlos Vives, en la que interpretó a dos mujeres que sin tener parentesco alguno, con personalidades opuestas, eran idénticas y sacaban provecho de su parecido físico para ayudar a encaminar cada una la vida de la otra. Hasta que todo se complica al desaparecer una de ellas,teniendo la otra que vivir dos vidas.
En 1989 protagonizó la exitosa Coralito, en el papel de Claribel, la costeñita, enamorada por un hombre contratado por empresarios para cubrir una multimillonaria estafa, que usaron a Coralito como responsable de todo.
También fue animadora del programa del Canal 11 Ellas al mediodía junto a Ángela Meyer, Camille Carrión y Sharon Riley, entre otras. Meses después Medina renunció al exitoso espacio y se trasladó a Buenos Aires (Argentina), junto a su entonces esposo, el actor argentino Pablo Alarcón.
En Buenos Aires trabajó en la telenovela Apasionada, donde logró una buena aceptación del público argentino.
Luego hizo un alto en su carrera para tener su primera hija. Tras ese hecho realizó varias presentaciones en el programa El gran casino con Pepe Soriano y en una telenovela junto a la afamada actriz argentina Andrea del Boca.
En 1997 interpretó a Marisa en la comedia televisiva Naranja y media, protagonizada por Guillermo Francella y Millie Stegman, actuación que le valió excelentes críticas de la prensa especializada argentina.
Lejos de su Puerto Rico natal, Clarbel Medina no se desligó del todo del ambiente artístico nacional. A finales de los años noventa, realizó la producción del unitario Un caballero para dos mujeres, original de Corín Tellado y protagonizó la telenovela Como vos y yo. Igualmente Medina ha incursionado en cine trabajando en la película A Show of Force, protagonizada por la actriz estadounidense Amy Irving. Allí realizó un conmovedor trabajo actoral basado en los hechos del asesinato de dos jóvenes independentistas en los sucesos del Cerro Maravilla.
A principios del año 2000, Claribel Medina trabajó en el espectáculo infantil argentino Canciones para mirar. Todo el 2001 hizo giras por el interior de Argentina con la obra Nosotras con la actriz Rita Cortese. En 2001 se destacó en su papel de Lucy, una exprostituta en la serie de televisión 22, el loco.
También condujo un programa de entretenimientos, Pasapalabra a las 23, por Canal 9 ex Azul TV, producido por Ideas del Sur. Ya había dirigido un programa parecido en Puerto Rico.
Posteriormente trabajó en otro programa de entretenimientos: Doce corazones,
en el unitario Tiempo final, y la serie Infieles.
Desde abril de 2002 y durante todo 2003, Claribel Medina actuó y cantó junto a la actriz Rita Cortese, en el café-concert Ojalá te enamores, en el bar Nacional (en el barrio de San Telmo, en Buenos Aires). En este musical interpretó temas de Sylvia Rexach y Tite Curet Alonso, canciones españolas, cubanas, puertorriqueñas, tangos argentinos, salsa, rumbas, guarachas, chamamés y boleros.
Tocó el güiro y las maracas con un grupo musical integrado por
Cordero Polenta,
Fabián Leandro,
Andrés Busto,
Gonzalo Clavel,
Cristian Faiad,
Fernando Farisa y
Mato Ruiz.
Ojalá te enamores le ganó un Premio ACE y dio paso a otra producción posterior Discepolín y yo con Diego Peretti y Rita Cortese interpretó a Tania, la esposa del afamado compositor argentino de tangos Enrique Santos Discépolo.
Participó junto al animador Héctor Marcano, en San Juan de Puerto Rico en calidad de presentadora, en el espacio ¡Qué suerte!, que transmitió Univision. En octubre de 2003 en Puerto Rico, participó en el unitario Cuarentena. La película realizada en el pueblo de Aguas Buenas bajo la dirección de Vicente Castro, le mereció aplausos de la crítica especializada borincana. Durante 2004 y 2005 participó en la exitosa telenovela costumbrista Los Roldán, donde interpretó a una chica de barrio de Buenos Aires. En 2005 y 2006 trabajó en la obra de teatro Pequeño matrimonio ilustrado, con Antonio Grimau, María Leal y Arnaldo André.
En septiembre de 2006 regresó a Puerto Rico para la exhibición del filme argentino La cacería del 2002 en el XIV San Juan Cinemafest y para filmar la exitosa película para televisión, Mujeres sin hombres junto a Sully Díaz y Yolandita Monge.
También en 2006 participó en Cantando por un sueño segmento del programa Showmatch conducido por Marcelo Tinelli.
En 2006 y 2007 condujo un programa de televisión de entretenimiento de agencia matrimonial por Canal 13 Para siempre, ni solos ni solas.
El guionista Pedrito Santaliz le escribió un monólogo, Tatarabuelas sojuzgadas, que Medina protagonizó en 2007 en San Juan (Puerto Rico).
En 2007 fue una de las actrices de la novela de la tarde Mujeres de nadie haciendo el papel de Mimi.
En 2008 protagonizó junto a Miguel Ángel Rodríguez la telenovela Por amor a vos haciendo el papel de Margarita Carloni.
Durante 2009 y comienzos de 2010 trabajó en la telenovela Consentidos junto a Marcelo De Bellis.
Desde el 1 de noviembre de 2010 fue la conductora de Cuestión de peso. Claribel Medina concursó junto a su amigo y compañero Pichu Straneo como dúo en el talent show de imitación Tu cara me suena 3 conducido por Marley (Alejandro Wiebe), donde obtuvieron el sexto puesto tras cinco meses de competencia.
En 2017 protagonizó la nueva obra teatral de verano en Villa Carlos Paz que se titula: Los Corruptelli, bajo la dirección de José María Muscari, y protagonizado por Fabián Gianola y Pablo Alarcón.
En 2018 protagonizó la obra teatral de verano en Villa Carlos Paz que se titula: "Acaloradas", que estará bajo la dirección de Ernesto Medela, y protagonizado por, Dorys del Valle, Magdalena Bravi y Alejandra Rubio.
En 2019 protagonizó la obra teatral de Buenos Aires que se titula El show de los cuernos, que estará bajo la dirección de Manuel González Gil, y protagonizado por
Ernestina Pais,
Marta González,
Ana Acosta y
Reina Reech.

## Vida personal
Entre 1988 y 1995 estuvo casada con el actor argentino Pablo Alarcón con quien tuvo dos hijas: Antonella, nacida en 1992, y
Maia Agostina, nacida en 1994.

## Filmografía

### Cine
- Lo que le pasó a Santiago (1989)
- Bajo otra bandera (1990)
- Cacería (2002)
- Tus ojos brillaban (2004)
- Vacas gordas (2007)
- El cuartito (2021)

### Televisión
| Año       | Título                      | Personaje                     | Canal         |
| --------- | --------------------------- | ----------------------------- | ------------- |
| 1982      | La verdadera Eva            |                               | Telemundo     |
| 1983      | Coralito                    | Claribel, la costeñita        | Telemundo     |
| 1987      | La isla                     | Marta                         | TeleOnce      |
| 1988      | Ave de Paso                 |                               | Teleonce      |
| 1988      | La otra                     | Laura/Cachito                 | TeleOnce      |
| 1991      | Socorro, sobrinos!          |                               | ATC-Canal 7   |
| 1992      | Regalo del cielo 2          |                               | Canal 9       |
| 1993      | Apasionada                  | Betina                        | Canal 13      |
| 1994      | Cablecanal                  |                               | América TV    |
| 1996      | Como pan caliente           |                               | Canal 13      |
| 1996      | Zíngara                     | Mimi                          | Telefe        |
| 1997      | Naranja y media             | Marisa Guerrero               | Telefe        |
| 1998-1999 | Como vos & yo               | Candela Martínez Godoy        | Canal 13      |
| 2000      | Los médicos de hoy          | Oriana Barceló                | Canal 13      |
| 2001      | 22, el loco                 | Lucy                          | Canal 13      |
| 2002      | Tiempo Final                |                               | Telefe        |
| 2002      | Infieles                    | Victoria                      | Telefe        |
| 2002      | Los simuladores             | Laura                         | Telefe        |
| 2003      | Cuatro veces... Santos      |                               | Canal 13      |
| 2003      | Son amores                  | Ella misma                    | Canal 13      |
| 2004-2005 | Los Roldán                  | Yolanda "Yoli" González       | Telefe        |
| 2007      | Mujeres de nadie            | Lucrecia "Mimi" Montesi       | Canal 13      |
| 2008      | Por amor a vos              | Margarita Carloni             | Canal 13      |
| 2009-2010 | Consentidos                 | Victoria Mujica Vda de García | Canal 13      |
| 2011      | Los Únicos                  | Vela                          | Canal 13      |
| 2013-2014 | Mis amigos de siempre       | Andrea                        | Canal 13      |
| 2019      | Nivis, Amigos de otro mundo | Marisol                       | Disney Junior |

### Programas de televisión
| Año           | Programa                           | Canal           | Notas                                                                |
| ------------- | ---------------------------------- | --------------- | -------------------------------------------------------------------- |
| 1989          | Ellas al mediodía                  | TV Puerto Rico  | Conductora                                                           |
| 1990          | Diosas o Demonios                  | Canal 9         | conductora                                                           |
| 2002          | Pasapalabra                        | Azul Televisión | Conductora                                                           |
| 2002          | La gran propuesta                  | Telefe          | Conductora                                                           |
| 2003          | 12 corazones                       | Canal 13        | Conductora                                                           |
| 2003          | ¡Qué suerte!                       | Univision       | Conductora                                                           |
| 2006          | Cantando por un sueño              | Canal 13        | Participante                                                         |
| 2006-2007     | Para siempre... Ni solos, ni solas | Canal 13        | Conductora                                                           |
| 2010-2014     | Cuestión de peso                   | Canal 13        | Conductora                                                           |
| 2014          | Tu cara me suena 2                 | Telefe          | Invitada (galas 23.ª y 34.ª) / Reemplazo de Coki Ramírez (gala 25.ª) |
| 2015          | Tu cara me suena 3                 | Telefe          | Participante/Imitadora 6.º lugar                                     |
| 2018          | El show del problema               | elnueve         | Conductora de reemplazo                                              |
| 2019          | Todas las tardes                   | elnueve         | Conductora de reemplazo                                              |
| 2019          | Cuestión de peso                   | Net TV          | Conductora de reemplazo                                              |
| 2020          | Cuestión de peso                   | Net TV          | Conductora                                                           |
| 2020          | Cantando 2020                      | El Trece        | Participante/17° eliminada.                                          |
| 2021-2023     | El show del problema               | El Nueve        | Conductora                                                           |
| 2024-presente | Tarde de Brujas                    | Net TV          | Conductora                                                           |

## Premios y nominaciones
| Año  | Premios               | Categoría                            | Trabajo                         | Resultado |
| ---- | --------------------- | ------------------------------------ | ------------------------------- | --------- |
| 1997 | Premios Martín Fierro | Mejor Actriz de Reparto              | Naranja y media                 | Ganadora  |
| 2002 | Premios Martín Fierro | Mejor Labor Conducción Femenina      | Pasapalabra y La gran propuesta | Nominada  |
| 2003 | Premios Martín Fierro | Mejor Labor Conducción Femenina      | 12 corazones                    | Nominada  |
| 2004 | Premios Martín Fierro | Mejor Actriz Protagonista de Comedia | Los Roldán                      | Nominada  |
| 2006 | Premios Martín Fierro | Mejor Labor Conducción Femenina      | Para siempre ni solos ni solas  | Nominada  |
| 2007 | Premios Martín Fierro | Mejor Actriz Protagonista de Novela  | Mujeres de nadie                | Nominada  |
| 2008 | Premios Martín Fierro | Mejor Actriz Protagonista de Comedia | Por amor a vos                  | Nominada  |
| 2010 | Premios Martín Fierro | Mejor Labor Conducción Femenina      | Cuestión de peso                | Nominada  |
| 2012 | Premios Martín Fierro | Mejor Labor Conducción Femenina      | Cuestión de peso                | Nominada  |
| 2016 | Premios VOS           | Mejor Actriz                         | Éramos tan amigas               | Nominada  |
| 2016 | Premio Carlos         | Mejor Actriz                         | Éramos tan amigas               | Ganadora  |
| 2017 | Premios VOS           | Mejor Actriz                         | Los Corruptelli                 | Nominada  |